# Drymeia pilifemorata
Drymeia pilifemorata är en tvåvingeart som beskrevs av Xue och Wang 2007. Drymeia pilifemorata ingår i släktet Drymeia och familjen husflugor. Inga underarter finns listade i Catalogue of Life.